# Gestión del valor ganado
La gestión del valor ganado es una técnica de gestión de proyectos que permite controlar la ejecución de un proyecto a través de su presupuesto y de su calendario de ejecución.
Compara la cantidad de trabajo ya completada en un momento dado con la estimación realizada antes del comienzo del proyecto. De este modo, se tiene una medida de cuánto trabajo se ha realizado, cuanto queda para finalizar el proyecto y extrapolando a partir del esfuerzo invertido en el proyecto, el jefe de proyecto puede estimar los recursos que se emplearán para finalizar el proyecto. Con esta metodología se puede estimar en cuanto tiempo se completaría el proyecto si se mantienen las condiciones con las que se elaboró el cronograma o considerando si se mantienen las condiciones que se presentaron durante el desarrollo del proyecto. También se puede estimar el costo total del proyecto.  

## Calculando el valor ganado
Como paso previo el líder de proyecto debe conocer o haber elaborado lo siguiente:
- La estructura de tareas (WBS): Una lista de todas las tareas y paquetes de trabajo del proyecto estructuradas de forma jerárquica, incluyendo una serie de reglas para determinar objetivamente el grado de avance de cada tarea.
- El calendario de ejecución (PMS): Un diagrama de Gantt con el orden en el que se desarrollarán las tareas.
- Costo presupuestado del trabajo planificado (BCWS) o valor planificado (PV): El costo presupuestado de las tareas que se había planificado terminar en esa unidad de tiempo. '¿Cuánto trabajo debería estar terminado?'.
- Costo presupuestado del trabajo realizado (BCWP) o valor ganado (EV): El costo presupuestado de las tareas que realmente se han avanzado o terminado para cada periodo. '¿Cuánto trabajo está realmente terminado?'.

## Ejemplo de Aplicación
A continuación analizaremos un ejemplo práctico de un proyecto que consta de 4 tareas. El presupuesto aprobado para iniciar el proyecto es el que se muestra a continuación:
Presupuesto
|          | Sem 0 | Sem 1 | Sem 2 | Sem 3 | Sem 4 | Total |
| Tarea 0  |       | 100   |       |       |       | 100   |
| Tarea 1  |       | 500   | 500   |       |       | 1000  |
| Tarea 2  |       |       | 1000  | 1500  |       | 2500  |
| Tarea 3  |       |       |       | 1500  | 900   | 2400  |
| Proyecto | 0     | 600   | 1500  | 3000  | 900   | 6000  |

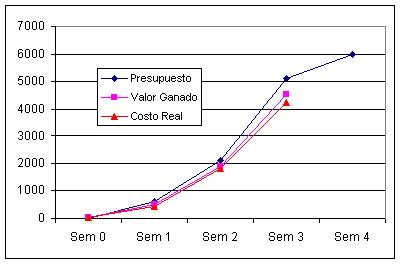
Gráfico de ejemplo de aplicación del valor ganado

Nota: Valores en unidades monetarias.
Además el equipo de dirección del proyecto determina un control de avance, que a la tercera semana de iniciado el proyecto se tiene los siguientes resultados:
Control de avance
|         | Sem 0 | Sem 1 | Sem 2 | Sem 3 | Sem 4 | Total |
| Tarea 0 | 20%   | 80%   | 0%    | 0%    |       | 100%  |
| Tarea 1 | 0%    | 40%   | 40%   | 20%   |       | 100%  |
| Tarea 2 | 0%    | 0%    | 40%   | 50%   |       | 90%   |
| Tarea 3 | 0%    | 0%    | 0%    | 50%   |       | 50%   |

Con estos datos de entrada podemos calcular el valor ganado como el producto del porcentaje de avance y el costo presupuestado por tarea, recordar que el concepto de valor ganado es «el costo presupuestado del trabajo realmente ejecutado». No se necesita para este cálculo conocer el costo real.
Valor ganado 
|          | Sem 0 | Sem 1 | Sem 2 | Sem 3 | Sem 4 | Total |
| Tarea 0  | 20    | 80    | 0     | 0     |       | 100   |
| Tarea 1  | 0     | 400   | 400   | 200   |       | 1000  |
| Tarea 2  | 0     | 0     | 1000  | 1250  |       | 2250  |
| Tarea 3  | 0     | 0     | 0     | 1200  |       | 1200  |
| Proyecto | 20    | 480   | 1400  | 2650  |       | 4550  |

Nota: Valores en unidades monetarias.
El control de los costos reales incurridos en el proyecto determina el siguiente cuadro:
Costo Real
|          | Sem 0 | Sem 1 | Sem 2 | Sem 3 | Sem 4 | Total |
| Tarea 0  | 20    | 80    | 0     | 0     |       | 100   |
| Tarea 1  | 0     | 350   | 400   | 150   |       | 900   |
| Tarea 2  | 0     | 0     | 950   | 1000  |       | 1950  |
| Tarea 3  | 0     | 0     | 0     | 1300  |       | 1300  |
| Proyecto | 20    | 430   | 1350  | 2450  |       | 4250  |

Nota: Valores en unidades monetarias.
En resumen tenemos la siguiente tabla con los valores acumulados:
|              | Sem 0 | Sem 1 | Sem 2 | Sem 3 | Sem 4 |
| Presupuesto  | 0     | 600   | 2100  | 5100  | 6000  |
| Valor ganado | 20    | 500   | 1900  | 4550  |       |
| Costo real   | 20    | 450   | 1800  | 4250  |       |

Nota: Valores en unidades monetarias.
Con esta tabla podemos determinar índices muy útiles para determinar el grado en que nuestro proyecto está retrasado o fuera de puesto.

## Software de Valor Ganado
Las aplicaciones de software que permiten controlar proyectos usando la técnica de Valor Ganado o EVM (Earned Value Management), son capaces de integrar el presupuesto de costos de un proyecto con el programa de trabajo para generar la línea base de costo planificado (planned value PV) y así poder controlar el proyecto durante su ejecución. De este modo, permiten definir fechas de control para cada una de las cuales se registran los avances de las actividades y los costos reales incurridos del trabajo realizado, permitiendo analizar diferentes indicadores claves y reportes para conocer el estatus en costos y progreso, y realizar proyecciones a futuro que permitan tomar acciones correctivas oportunas.